# قائمة بطاركة إريتريا
تعتبر كنيسة التوحيد الأرثوذكسية الإريترية جزء من الكنائس الأرثوذكسية المشرقية، وقد منحها الاستقلال شنودة الثالث بابا الكنيسة القبطية الأرثوذكسية بالإسكندرية في عام 1994 وذلك بعد عام من حصول إريتريا على استقلالها عن إثيوبيا. رسم شنودة الثالث خمسة أساقفة لكنيسة التوحيد الأرثوذكسية الإريترية في 19 يونيو 1994 في كاتدرائية مارمرقس القبطية الأرثوذكسية في القاهرة . وقد أدي ذلك الي تشكيل مجمع مقدس محلي لإريتريا. كما وافق شنودة الثالث على أن البطريرك المنتخب سيكون قادرًا على تكريس أساقفته ومطارنة للكنيسة الإريترية. يحمل بطريرك إريتريا أيضًا لقب أبونا مثل كنيسة التوحيد الأرثوذكسية الإثيوبية.
بعد إعلان استقلال كنيسة التوحيد الأرثوذكسية الإثيوبية في عام 1994، ظل منصب بطريرك إريتريا شاغرًا حتى عام 1999 عندما أصبح أبونا فيليبس أول بطريرك لكنيسة التوحيد الأرثوذكسية الإريترية.

## بطاركة إريتريا
|   | صورة | أبونا (ولادة-وفاة)    | فتره حكم      | ملاحظات                                                              |
| - | ---- | --------------------- | ------------- | -------------------------------------------------------------------- |
| 1 |      | فيليبس (1901–2002)    | 1999–2001     |                                                                      |
| 2 |      | ياكوب (1924–2003)     | 2002–2003     |                                                                      |
| 3 |      | أنطونيوس (1929- 2022) | 2004–2022     | المخلوع من قبل الحكومة الإريترية، قيد الإقامة الجبرية منذ يناير 2006 |
| 4 |      | ديسقوروس (1937–2015)  | 2007–2015     | تنازع على الحكم من قبل أتباع أبونا أنطونيوس                          |
| 5 |      | كيرلس                 | 2021-2022     | تنازع على الحكم من قبل أتباع أبونا أنطونيوس                          |
| 6 |      | باسيليوس              | 2025-حتي الآن | تم تنصيبه يوم ٢٦ يناير عام ٢٠٢٥                                      |
| 6 |      | باسيليوس              | 2025-حتي الآن |                                                                      |
| 6 |      | باسيليوس              | 2025-حتي الآن |                                                                      |
| 6 |      | باسيليوس              | 2025-حتي الآن |                                                                      |
| 6 |      | باسيليوس              | 2025-حتي الآن |                                                                      |